# Обер-президент
Обер-президент (нем. Oberpräsident — сокр. от нем. Oberregierungspräsident — «Верховный начальник окружного управления») — высшее должностное лицо в государственном управлении прусских провинций между 1815 и 1945—1946 годами.

## Учреждение поста обер-президента в Королевстве Пруссия
Впервые учреждение поста обер-президента произошло в 1808 году в связи с административной реформой и новой организацией внутреннего управления в Пруссии («Stein-Hardenbergschen Reformen»), проводившейся бароном Генрихом Фридрихом фом унд цум Штайном (1757—1831) и государственным канцлером бароном Карлом Августом фон Гарденбергом (1750—1822). Целью реформы было централизованное распределение по вертикали управленческих функций между провинциями (во главе с обер-президентами), административными округами (президенты) и районами (во главе с избираемым ландратом). Но эта реформа не достигла поставленных задач.
После антинаполеоновских освободительных войн и территориальных изменений в пользу Королевства Пруссия в соответствии с решениями Венского конгресса 1815 года для Пруссии возникла необходимость интеграции новых частей страны, а также её территориальной и административной перестройки. В соответствии с «Предписанием об улучшении провинциальных учреждений органов власти» («Verordnung wegen verbesserter Einrichtung der Provinzial-Behörden») 1815 года Пруссия разделялась на 10 провинций, которые подразделялись на 2 или больше административных округов. Вторично вводилась должность обер-президента. Первоначально обер-президент должен был быть, прежде всего, постоянным представителем прусского правительства в провинции и имел лишь некоторые административные полномочия. Впоследствии его компетенции постоянно расширялись и уточнялись. В дальнейшем обер-президент получил право надзора над органами власти в провинции и, кроме всего прочего, над местным правительством. Помимо того, обер-президент был одновременно президентом административного округа, в котором находилась столица провинции. Наконец, обер-президент представлял интересы провинции в прусских министерствах и был представителем провинции в Государственном совете.

## Усиление власти обер-президентов в Германской империи
Прусские реформаторские законы 1870 и 1880 годов передали обер-президентам ряд дополнительных прав по их непосредственному участию в управлении провинцией (помимо контролирующих функций).
По Закону об общем земельном управлении («Gesetz über die allgemeine Landesverwaltung») 1883 года была введена личная уния между обер-президентом и главой провинциального правительства («Regierungspräsident»), при которой обер-президент одновременно становился и главой правительства. Теперь обер-президент получил огромные права по управлению провинцией, оставаясь промежуточной инстанцией между прусскими государственными министерствами и правительством провинции.

## Ослабление положения обер-президентов в Веймарской республике
Положение обер-президентов изменилось в 1932 году, когда после длительных обсуждений было решено упростить систему управления. Теперь обер-президент не должен был быть посреднической инстанцией между министерствами и провинциальными правительствами; он остался лишь постоянным представителем прусского правительства и высшей надзорной инстанцией для всех органов управления в провинции.

## Обер-президенты в Третьем рейхе
После прихода в 1933 году к власти в Германии национал-социалистов во главе с Адольфом Гитлером была проведена реформа системы государственного управления. 7 апреля 1933 года в рамках кампании по ликвидации самостоятельности земель в немецких землях высшим должностным лицом становился имперский наместник («Reichsstatthalter») с очень широкими полномочиями. В Пруссии рейхсштатгальтером стал сам А. Гитлер. Ему и должны были теперь непосредственно подчиняться прусские обер-президенты. Они назначались лично А. Гитлером и несли перед ним ответственность. В административном отношении должностной надзор за ними осуществлялся Имперским министерством внутренних дел. Впоследствии А. Гитлер поручил министру-президенту Пруссии Герману Герингу исполнять эти свои обязанности имперского наместника Пруссии (хотя формально и оставался им до 1945 года). Практически повсеместно на посты обер-президентов А. Гитлером были назначены местные областные руководители НСДАП — гауляйтеры. В других землях Германии гауляйтеры сами являлись имперскими наместниками. Для того, чтобы выровнять властные полномочия гауляйтеров-рейхсштаттгальтеров и гауляйтеров-обер-президентов в декабре 1933 года был принят «Закон о расширении прав обер-президентов» («Gesetz über die Erweiterung der Befugnisse der Oberpräsidenten»), а в 1934 году — «Второе предписание о новой организации Рейха» («Zweiten Verordnung über den Neuaufbau des Reiches»). В соответствии с первым из них ландтаги и провинциальные комитеты распускались, а обер-президент согласно «фюрерпринципу» стал высшим руководителем провинциальных органов самоуправления. В соответствии со «Вторым предписанием» обер-президенты стали постоянными представителями имперского правительства в провинции; все органы власти империи и административные органы земель, а также служебные инстанции в пределах провинции подчинялись им в порядке должностного надзора. Правда, юридически обер-президент так и не стал начальником над главой провинциального правительства, который непосредственно подчинялся прусскому Министерству внутренних дел в Берлине.

## Ликвидация поста обер-президента после Второй мировой войны
После Второй мировой войны с роспуском бывших прусских провинций и образования оккупационными властями в Германии новых земель в 1945—1946 гг. должность обер-президента была упразднена. Этому способствовала юридическая неясность положения обер-президента в системе местного управления, его компетенций и полномочий. Все обсуждения реформы государственного управления сводились к требованию ликвидации либо поста обер-президента, либо роспуска правительственных президиумов в провинциях. Повсеместно был выбран первый вариант.

## Провинции Пруссии и резиденции прусских обер-президентов
- Провинция Бранденбург, с 1939 — Марк Бранденбург (1918—1945); столицы — Потсдам (1815—1918), Шарлоттенбург (город) (1918—1920) и Шарлоттенбург (округ Берлина) (1920—1945)
- Провинция Великое герцогство Нижний Рейн (1815/16-1824), затем — Рейнская провинция (1824—1945); столица — Кобленц
- Провинция Верхняя Силезия (1919—1938); столица — Оппельн
- Провинция Верхняя Силезия (1941—1945); столица — Каттовиц
- Провинция Вестфалия (1815—1945); столица — Мюнстер в Вестфалии
- Провинция Галле-Мерзебург (1944—1945); столица — Галле
- Провинция Ганновер (1866—1945); столица — Ганновер
- Провинция Гессен- Нассау (1866—1944), затем — Провинция Кургессен (1944—1945); столица — Кассель
- Провинция Западная Пруссия (1815—1824, 1878—1920); столица — Данциг
- Провинция Нассау (1944—1945); столица — Висбаден
- Провинция Пограничная Марка Позен-Западная Пруссия (1922—1939); столица — Шнайдемюль
- Провинция Позен (1815—1920); столица — Позен
- Провинция Померания (1815—1945); столица — Штеттин
- Провинция Пруссия/Восточная Пруссия (1815—1945); столица — Кёнигсберг
- Провинция Саксония (1815—1944), затем — Провинция Магдебург (1944—1945); столица — Магдебург
- Провинция Силезия (1815—1919, 1938—1941) и соответственно — Провинция Нижняя Силезия (1919—1938, 1941—1945); столица — Бреслау
- Провинция Шлезвиг-Гольштейн (1866—1879); столицы — Шлезвиг (1879—1917), Киль (1917—1945)
- Провинция Юлих-Клеве-Берг (1815/16-1824); столица — Кёльн
- Земли Гогенцоллернов (1850—1945); столица — Зигмаринген